# Acacia asepala
Acacia asepala är en ärtväxtart som beskrevs av Bruce R. Maslin. Acacia asepala ingår i släktet akacior, och familjen ärtväxter. Inga underarter finns listade i Catalogue of Life.